# 第30回寬仁親王牌・世界選手権記念トーナメント
第30回寬仁親王牌・世界選手権記念トーナメントは、2021年10月21日から24日まで、弥彦競輪場で開催された競輪のGI競走である。優勝賞金は3083万円（副賞込み）。

## 決勝戦

### 競走成績
- 10月24日（日）第12レース[2][3][4][5]

- 誘導員…藤原憲征（新潟）[6]

| 着   | 車番 | 選手     | 齢 | 登録地 | 級 班 | 着差    | 決まり手 | 上がり (秒) | H/B | 特記            |
| ---- | ---- | -------- | -- | ------ | ----- | ------- | -------- | ----------- | --- | --------------- |
| 1    | 9    | 平原康多 | 39 | 埼玉   | SS    |         | 差し     | 11.5        |     |                 |
| 2    | 8    | 大槻寛徳 | 42 | 宮城   | S1    | 2車身   | 差し     | 11.4        |     |                 |
| 3    | 6    | 菅田壱道 | 35 | 宮城   | S1    | 1車身   |          | 11.4        |     |                 |
| 4    | 2    | 山田庸平 | 33 | 佐賀   | S1    | 1/2車身 |          | 11.6        |     |                 |
| 5    | 7    | 野原雅也 | 27 | 福井   | S1    | 2車身   |          | 11.7        |     |                 |
| 6    | 5    | 吉田拓矢 | 26 | 茨城   | S1    | 8車身   |          | 12.5        |     |                 |
| 7    | 4    | 新山響平 | 27 | 青森   | S1    | 8車身   |          | 13.6        | JH  |                 |
| 8    | 1    | 諸橋愛   | 44 | 新潟   | S1    |         |          |             |     | 落携入          |
| 失格 | 3    | 新田祐大 | 35 | 福島   | SS    |         |          |             | SB  | 斜行（2位入線） |

### 配当金額
- 上段：複式、下段：単式

| 2枠連    | 2枠連         |             | 2車連         | 2車連       | 3連勝           | 3連勝           | ワイド                               | ワイド |
| 52,887票 | 52,887票      | 131,553票   | 131,553票     | 675,146票   | 675,146票       | 63,596票        | 63,596票                             |        |
|          |               |             |               |             |                 |                 |                                      |        |
| 6=6      | 9,910円 (18)  | 8=9         | 12,790円 (30) | 6=8=9       | 16,640円0 (48)  | 8=9 6=9 6=8     | 2,180円 (25) 720円0 (7) 1,240円 (17) |        |
| 6-6      | 12,260円 (32) | 9-8         | 24,540円 (51) | 9-8-6       | 194,360円 (307) | 8=9 6=9 6=8     | 2,180円 (25) 720円0 (7) 1,240円 (17) |        |
|          |               |             |               |             |                 |                 |                                      |        |
| 88,287票 | 88,287票      | 1,063,252票 | 1,063,252票   | 9,114,502票 | 9,114,502票     | 計 11,189,223票 | 計 11,189,223票                      |        |

### レース概要
平原康多が寛仁親王牌を初優勝。GI制覇は自身4年ぶり通算8回目。

## 特記事項
- 弥彦競輪場での寬仁親王牌開催は、園田匠が優勝した第25回大会以来6年ぶり6度目。なお、次回は前橋競輪場で2年ぶりに開催された。

- 今開催はCOVID-19の影響で、事前に抽選した上で入場制限[注 1]を行った上で開催された[12]。なお、三日目・最終日は競輪のGIとしては前年11月の第62回朝日新聞社杯競輪祭以来の有観客となった。

- 決勝戦の地上波中継は、「秋の新潟・弥彦　自転車よりみち旅　～第30回 寬仁親王牌・世界選手権記念トーナメント決勝戦（GI）～」テレビ東京《TXN系列・BSN・BSテレ東 全8局ネット》が放送[13]。なお、地元新潟のBSNがこの大会を中継するのは6年ぶりになった。

- シリーズ全体での目標額は85億円であったが、最終的に四日間の総売上は前年比93.6%の79億9305万3500円に終わり[14]、目標額には届かなかった。
  - 7592万0400円 - 本場
  - 38億6016万7700円 - 場外
  - 40億5696万0600円 - 電話・インターネット投票
  - 79億9305万3500円 - 計

### 競走データ
- S級S班は8選手[注 2]が出場予定であったが、10月11日に脇本雄太の病気欠場が発表され、7選手が出場する事になった。

- 今回、GI決勝戦初進出は、野原雅也ただ1人[15]。

- グランドスラムがかかっていた新田祐大は、決勝戦2着入線も斜行により失格に終わった[8]。GI決勝戦における失格発生は、2018の第61回オールスター競輪の村上義弘以来。